# Laxarby kyrka
Laxarby kyrka är en kyrkobyggnad som sedan 2012 tillhör Laxarby-Vårviks församling (tidigare Laxarby församling) i Karlstads stift. Den ligger i Bengtsfors kommun.

## Kyrkobyggnaden
Nuvarande träkyrka har sedan 1759 formen av en korskyrka. I östra korsarmen finns ett tresidigt avslutat korparti med en utbyggd sakristia. I västra korsarmen finns ett vapenhus och i södra korsarmen ett torn.
Första kyrkan på platsen uppfördes på medeltiden och var troligen byggd av trä. Denna ersattes på 1600-talet av en ny träkyrka. Sakristia och vapenhus byggdes sannolikt till 1705. 1759 tillkom korsarmar åt norr och söder. Troligen delades kyrkan på mitten och drogs isär eftersom den stod direkt på marken och saknade ordentlig grund. 1777 försågs innertaket med målningar av Carl Zetterström. 
Exteriören förändrades kraftigt 1884. Då uppfördes kyrktornet vid södra korsarmen och kyrkan fick sin nuvarande vita färg. Takmålningarna målades över och innerväggarna kläddes med pärlspont. Åren 1931-1935 genomgick kyrkan en återrestaurering under ledning av Sven Brandell, då bland annat takmålningarna togs fram. Från 1600-talskyrkan är det tresidigt avslutade koret bevarat. Exteriören från 1800-talet är bevarad. 

## Inventarier

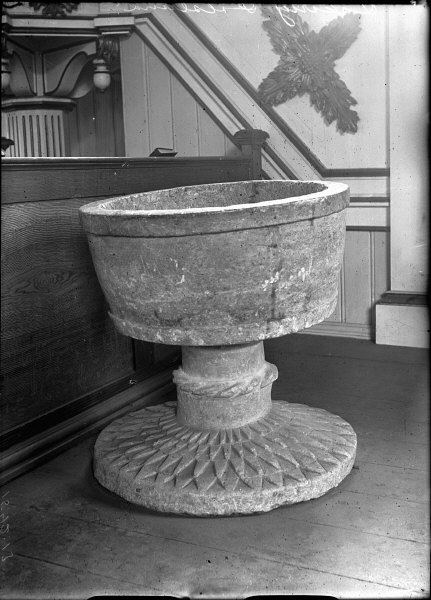
Dopfunten.

- Dopfunt av täljsten från 1200-talet. Höjd 67 cm i två delar. Cuppan är kittelformat med ett kort skaft. Den har platthuggna band med ett något försänkt mittfält. Fot med skaft, där fotplattan är dekorerad med spetsfliksornamentik i fyra koncentriska kretsar. Skaftet har en förhöjd repstav. Uttömningshål finns i funtens mitt. Den har varit spräckt, men är lagad.[1]
- Ett rökelsekar av brons är möjligen från 1100-talet. Dess överdel har formen av en stavkyrka.
- I kyrkan finns två altartavlor. I koret finns en altartavla målad 1769 av Isak Schullström. Andra tavlan är en oljemålning från 1729.
- En röd mässhake är från 1744.
- Predikstolen tillkom 1747.

### Klockor
Laxarby är den enda kyrka i Dalsland som har två medeltida klockor, vilka båda saknar inskrifter.
- Storklockan är av en yngre senmedeltida typ. Den har två skriftband och fyra hjulkors ristade för hand — ett i varje väderstreck.
- Lillklockan är betydligt äldre av en romansk typ från 1200-talet. Den har två skriftband, varav det nedre är prytt med fyra ristade kors i var sitt väderstreck.

### Orgel
- Orgeln är placerad på golvet i väster. Det är kyrkans första och enda orgel tillverkad 1884 av E. A. Setterquist & Son, Örebro. Den omdisponerades 1968 av okänd orgelbyggare och renoverades 1978 av Grönlunds Orgelbyggeri AB, Gammelstad. Instrumentet har sex stämmor fördelade på manual och pedal.[3] Orgeln är mekanisk och har ett tonomfång på 54/20.

| Manual           | Pedal   |
| Borduna 16´ B/D  | Bihängd |
| Principal 8´ B/D |         |
| Rörflöjt 8'      |         |
| Salicional 8'    |         |
| Oktava 4'        |         |
| Octava 2'        |         |

## Bilder

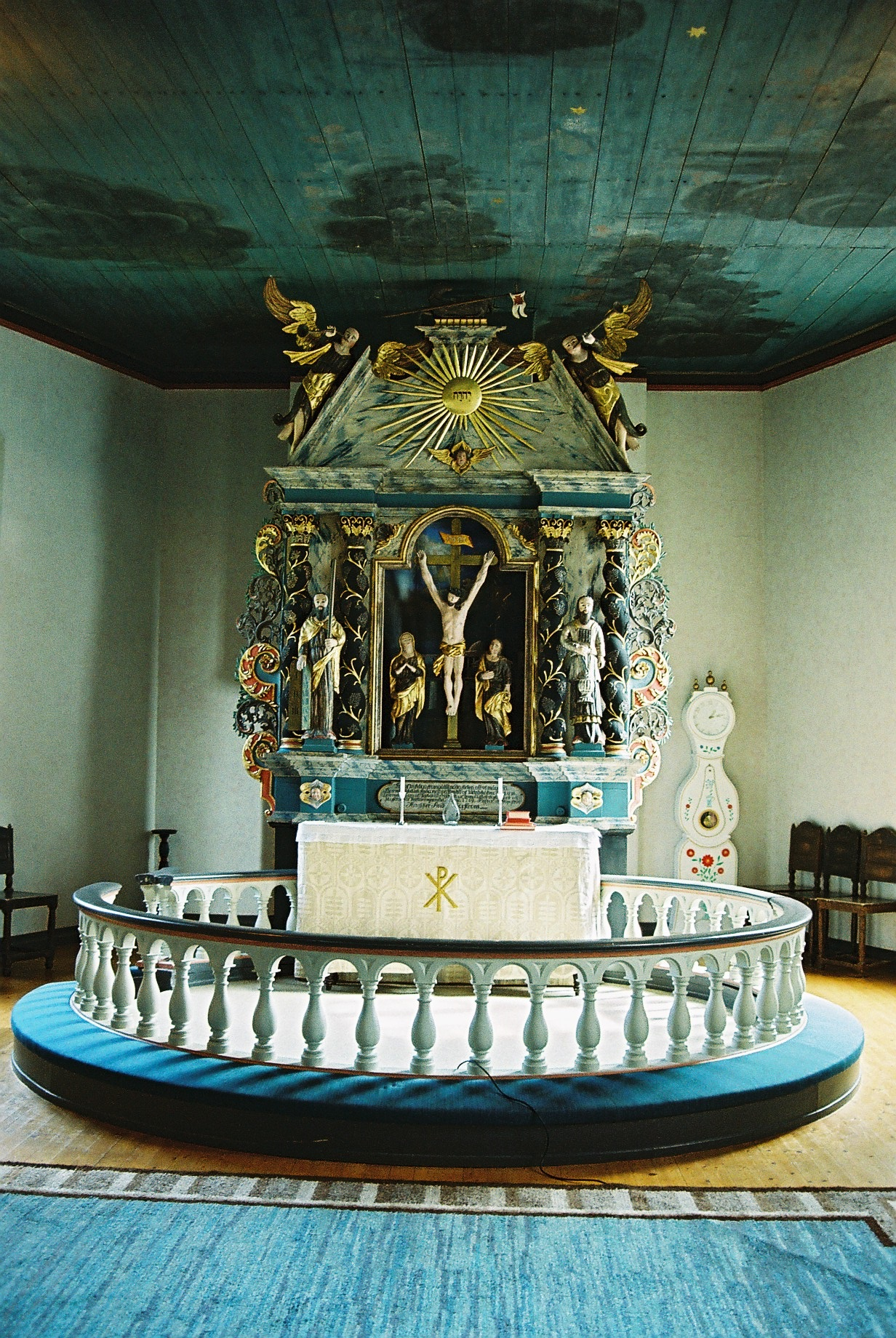
Altaruppsats
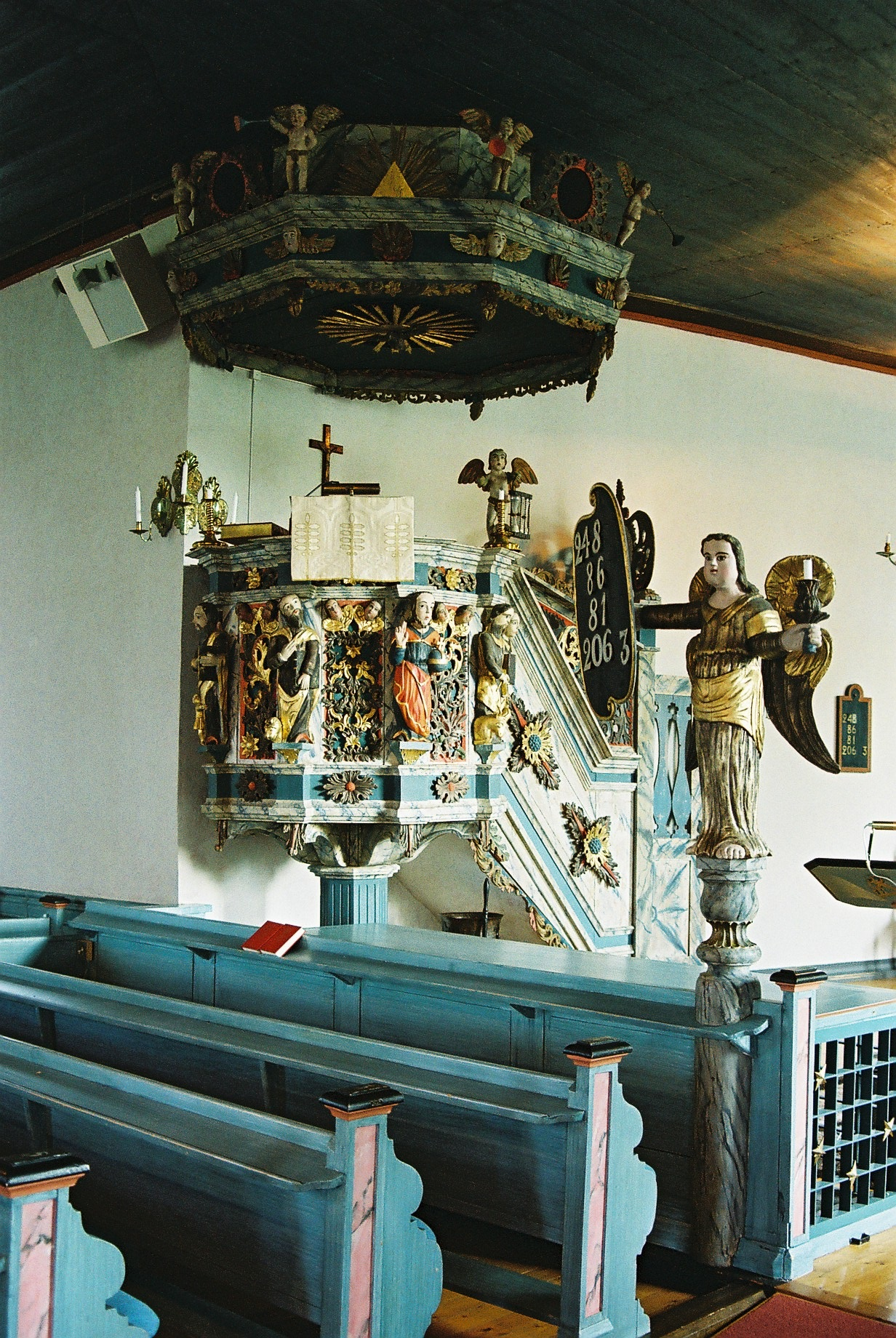
Predikstol
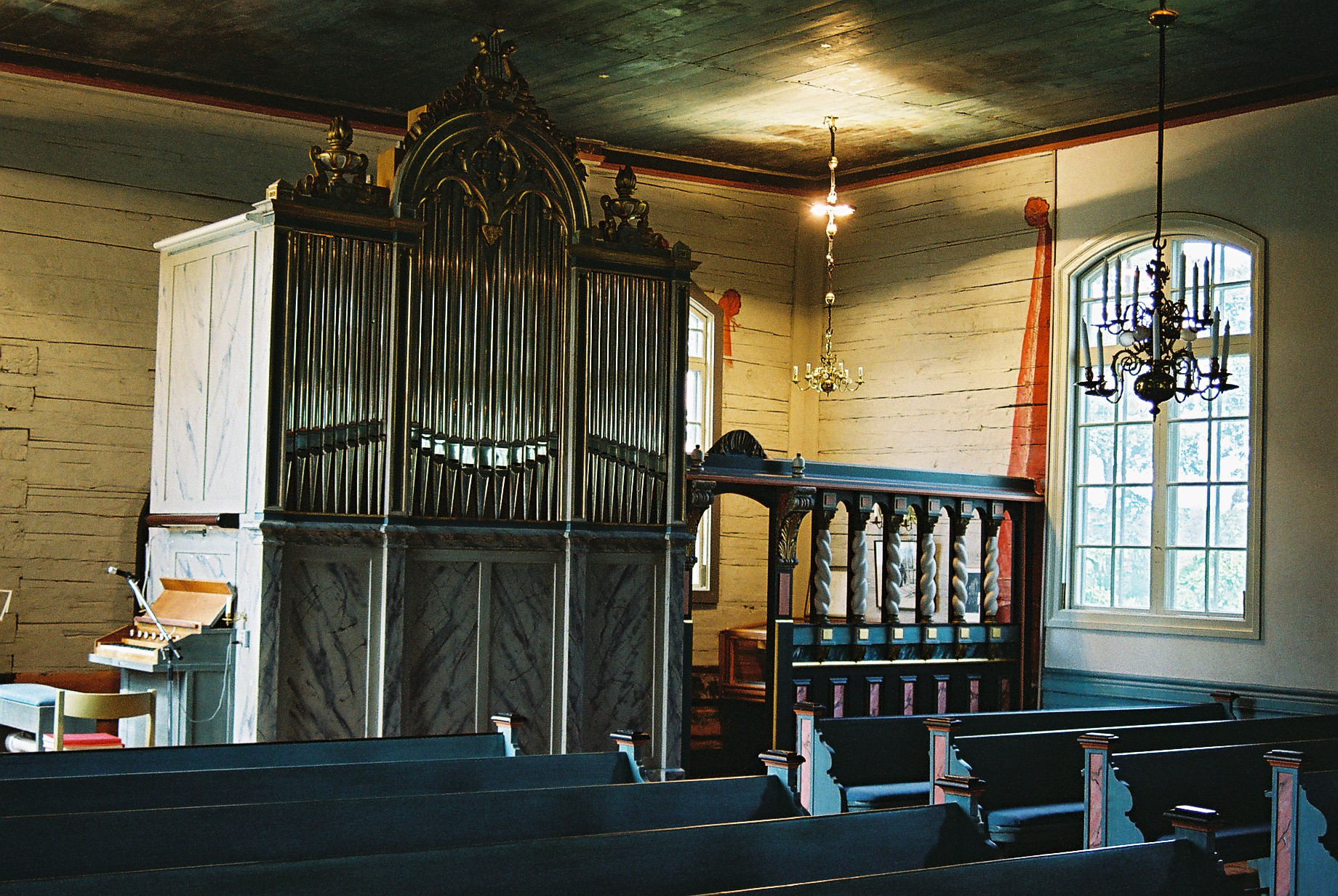
Orgeln
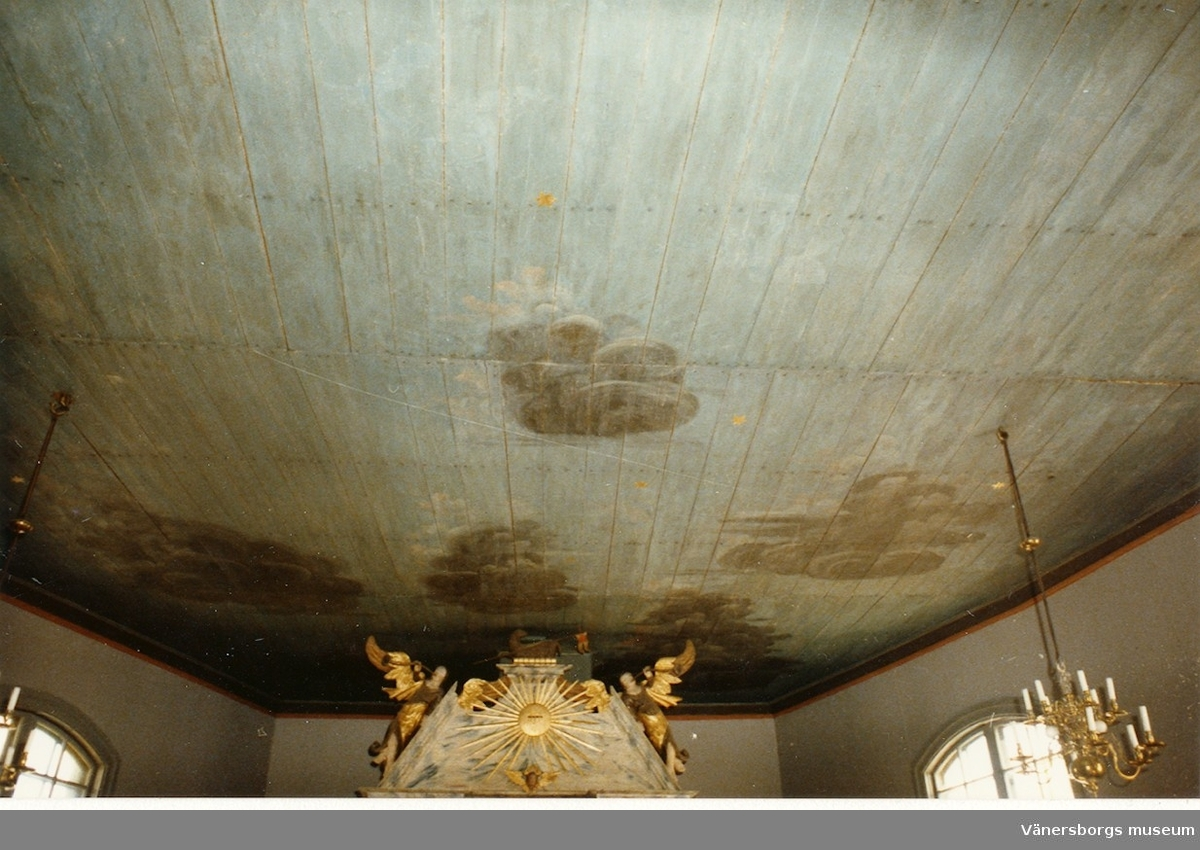
Takmålning